# Andrzej Werblan
Andrzej Werblan (ur. 30 października 1924 w Tarnopolu) – polski historyk, politolog i polityk, działacz socjalistyczny i komunistyczny, profesor nauk politycznych, Budowniczy Polski Ludowej.
Członek Rady Naczelnej Polskiej Partii Socjalistycznej (1948). Poseł na Sejm PRL I, III, IV, V, VI, VII i VIII kadencji, w latach 1971–1982 wicemarszałek Sejmu V, VI, VII i VIII kadencji. Członek (1956–1981) i sekretarz (1974–1980) Komitetu Centralnego Polskiej Zjednoczonej Partii Robotniczej, w 1980 członek Biura Politycznego KC PZPR. Kierownik wydziałów: propagandy (1956–1960) oraz nauki i oświaty (1960–1963, 1964–1971) KC PZPR. 

## Życiorys
W 1940 został wraz z rodziną zesłany na Syberię, gdzie pracował jako robotnik w radzieckich kołchozach. Po układzie Sikorski-Majski starał się dostać do Polskich Sił Zbrojnych formowanych w ZSRR, zachorował jednak na tyfus. Od 1943 do 1947 służył w Wojsku Polskim, wziął udział w bitwie pod Studziankami. Od sierpnia 1946 członek Polskiej Partii Socjalistycznej (w 1948 zasiadał w Radzie Naczelnej partii i pełnił funkcję I sekretarza Wojewódzkiego Komitetu w Białymstoku), od grudnia 1948 członek Polskiej Zjednoczonej Partii Robotniczej. Zaliczany do byłych członków PPS zbliżonych do „puławian” podczas walki o władzę w kierownictwie PZPR w latach pięćdziesiątych.
W aparacie PZPR pełnił funkcje II sekretarza Komitetu Wojewódzkiego w Kielcach (1948–1952), zastępcy członka (1948–1956) i członka (1956–1981) Komitetu Centralnego PZPR, od 1974 do 1980 jego sekretarza, a w 1980 członka Biura Politycznego KC PZPR. W Sekretariacie KC inspektor (1954–1956) i jego członek (1971–1974), ponadto był kierownikiem wydziałów: propagandy i agitacji (1956), propagandy i prasy (1956), propagandy (1956–1960) oraz nauki i oświaty (1960–1963, 1964–1971). W latach 1971–1982 pełnił funkcję wicemarszałka Sejmu V, VI, VII i VIII kadencji.
Początkowo studiował na Uniwersytecie Warszawskim, w latach 50. kontynuował studia w Instytucie Nauk Społecznych przy KC PZPR. Historyk (magister od 1954), profesor doktor i autor licznych prac naukowych z najnowszej historii Polski. W 1974 objął stanowisko profesora zwyczajnego Uniwersytetu Śląskiego w Katowicach, wykładał nauki polityczne. Był redaktorem naczelnym czasopisma KC PZPR „Nowe Drogi” (1972–1974) i dyrektorem Instytutu Podstawowych Problemów Marksizmu-Leninizmu (1974–1981). Przez wiele lat był głównym ideologiem partyjnym. W 1965 zaatakował pracę dyrektora Instytutu Filozofii i Socjologii Polskiej Akademii Nauk Adama Schaffa Marksizm a jednostka ludzka jako „talmudyczne podejście do klasyków marksizmu”. W marcu 1968 zajmował się analizą rzekomego szkodliwego wpływu Żydów na polski ruch komunistyczny, szczególnie w okresie stalinizmu. W czerwcu 1968 ukazał się w „Miesięczniku Literackim” jego artykuł pt. Przyczynek do genezy konfliktu, w którym przypisał komunistom żydowskiego pochodzenia odpowiedzialność za wypaczenia stalinizmu, zarzucając im burżuazyjny etos i brak ideologicznej więzi z masami pracującymi. Również w czerwcu 1968 wszedł w skład Komitetu Honorowego obchodów 500. rocznicy urodzin Mikołaja Kopernika.
We wrześniu 1969 został członkiem prezydium Zarządu Głównego, a w latach 1969–1985 wchodził także w skład Rady Naczelnej Związku Bojowników o Wolność i Demokrację. W latach 1981–1983 członek prezydium Ogólnopolskiego Komitetu Frontu Jedności Narodu. 28 listopada 1988 wszedł w skład Honorowego Komitetu Obchodów 40-lecia Kongresu Zjednoczeniowego PPR-PPS – powstania PZPR.
W okresie legalnego działania „Solidarności”, w latach 1980–1981 uchodził w ramach kierownictwa PZPR za protektora ruchu struktur poziomych. Wykładowca Uniwersytetu Śląskiego w Katowicach i Europejskiej Wyższej Szkoły Prawa i Administracji, publicysta tygodnika „Nie”.
Ostatni żyjący członek rady naczelnej PPS z lat 40.

## Życie prywatne
Syn Jana i Eugenii, mąż Lidii z domu Podedwornej (córki Bolesława Podedwornego). Jego córką jest Hanna Werblan-Jakubiec.

## Wybrane publikacje
- Podstawy ideologiczne partii marksistowskiej: (stenogram wykładu), Centralny Ośrodek Szkolenia Partyjnego PZPR, 1953.
- Walka o podstawy ideologiczne partii bolszewików: (stenogram wykładu), Centralny Ośrodek Szkolenia Partyjnego PZPR, 1955.
- O socjalistyczny kierunek działalności kulturalnej, Książka i Wiedza, Warszawa 1958.
- Przyczynek do genezy konfliktu[w:] „Miesięcznik Literacki”, czerwiec 1968, nr 6, s. 61–71.
- Problemy jedności międzynarodowego ruchu komunistycznego w świetle narady moskiewskiej: tezy i materiały dla lektorów i wykładowców szkolenia partyjnego, Wydział Propagandy i Agitacji KC PZPR, Warszawa 1969.
- Szkice i polemiki, Warszawa, „Książka i Wiedza”, 1970.
- Rewolucja naukowo-techniczna w warunkach socjalizmu, praca zbiorowa pod red. Andrzeja Werblana, Warszawa, „Książka i Wiedza”, 1978.
- Dziedzictwo Wielkiego Października – naszym drogowskazem, [w:] „Z Pola Walki” 1977 rocznik 20, nr 3, s. 11–28.
- Wielka Socjalistyczna Rewolucja Październikowa a walka narodu polskiego o wyzwolenie społeczne i narodowe, [w:] „Nowe Drogi” 1977, nr 12, s. 13–24.
- Niezłomna więź z partią Lenina, [w:] Międzynarodowa konferencja teoretyczna w Warszawie. Rewolucja Październikowa a współczesność, „Nowe Drogi”, 1977, nr 10, s. 19–48.
- PZPR – kierownicza siła klasy robotniczej i narodu polskiego. Sesja naukowa poświęcona 60-leciu powstania KPP oraz 30-leciu zjednoczenia polskiego ruchu robotniczego i dorobkowi PZPR, Wyższa Szkoła Nauk Społecznych przy KC PZPR, Warszawa 1978.
- W tyglu polskich przemian, Warszawa, „Książka i Wiedza”, 1981.
- Człowiek, który odszedł wczoraj [Gomułka Władysław], [w:] „Polityka” 1982, R. 26, nr 30, s. 12.
- Klasowe i narodowe aspekty myśli politycznej PPR i PZPR: (studia i szkice), Wydawnictwo PWN, Warszawa 1987.
- Władysław Gomułka w okresie referendum i wyborów do Sejmu Ustawodawczego, [w:] „Dzieje Najnowsze”, 1987, R. 19, zeszyt 3, s. 51–110.
- Władysław Gomułka sekretarz generalny PPR, Warszawa, „Książka i Wiedza”, 1988.
- Stalinizm w Polsce, Warszawa, „Fakt”, 1991. Wydanie II – „Przegląd”, 2009.
- Modzelewski – Werblan. Polska Ludowa (2017, Wydawnictwo Iskry).
Zapis rozmowy z Karolem Modzelewskim i Robertem Walenciakiem.
- Polska Ludowa. Postscriptum (2020, Wydawnictwo Iskry).
Zapis rozmowy z Robertem Walenciakiem.

## Odznaczenia i wyróżnienia (wybrane)
- Order Budowniczych Polski Ludowej (1974)[11]
- Order Sztandaru Pracy I klasy (1969)[12]
- Order Sztandaru Pracy II klasy
- Krzyż Komandorski Orderu Odrodzenia Polski
- Medal „Zasłużonym na Polu Chwały” (trzykrotnie)
- Medal 30-lecia Polski Ludowej (1974)[13]
- Odznaka 1000-lecia Państwa Polskiego (1966)[14]
- Honorowa odznaka Zrzeszenia Studentów Polskich (1962)[15]
- Złota odznaka Związku Nauczycielstwa Polskiego (1966)[16]
- Złota Odznaka honorowa „Za Zasługi dla Warszawy” (1970)[17]
- Medal 25-lecia UMCS „Nauka w służbie ludu” (1969)[18]
- Odznaka 20-lecia Zrzeszenia Studentów Polskich (1970)[19]
- Medal jubileuszowy „Trzydziestolecia zwycięstwa w Wielkiej Wojnie Ojczyźnianej 1941–1945” (ZSRR, 1975)[20]
- Medal 90-lecia urodzin Georgi Dymitrowa (Bułgaria, 1972)[21]
- Medal 50-lecia Komunistycznej Partii Czechosłowacji (Czechosłowacja, 1971)[22]
- Medal 30-lecia wyzwolenia Czechosłowacji przez Armię Radziecką (Czechosłowacja, 1975)[23]
- Nagroda im. Ludwika Waryńskiego (1988) za monografię Władysław Gomułka. Sekretarz Generalny PPR (Książka i Wiedza, 1988)[24]